# Laura iz Córdobe
Sveta Laura iz Córdobe (špa. Santa Laura de Córdoba; † 864.), kršćanska svetica. Živjela je u ranom srednjem vijeku na području Al-Andalusa (muslimanski dio Španjolske). Rodom je bila iz Córdobe. Bila je u braku, a nakon muževe smrti otišla je u redovnice. Boravila je u Cuteclaru u samostanu, gdje je bila opatica. Kasnije je i postala poglavarica tog istog samostana. Umrla je mučeničkom smrću. Godine 864. mučili su je Mauri, a umrla je kad su ju bacili u kotao vrelog olova. Jedna je od 48 kordobskih mučenika.
Njoj u čast je nazvan stadion u čileanskom gradu Independenciji stadion Santa Laura te rafinerije salitre Humberstone i Santa Laura u Čileu. Engleski pjesnik Thomas Love Peacock napisao je baladu o njoj u svojoj noveli Gryll Grange. Spomendan joj je 19. listopada.